# مايك بيرغوين
مايك بيرغوين هو لاعب هوكي جليد كندي، ولد في 28 ديسمبر 1980 في هاميلتون في كندا.

## وصلات خارجية
- مايك بيرغوين على موقع EliteProspects.com (الإنجليزية)
- مايك بيرغوين على موقع HockeyDB.com (الإنجليزية)